# Why Do You Let Me Stay Here?
"Why Do You Let Me Stay Here?" é uma canção da dupla She & Him, do álbum Volume One. O single foi lançado em janeiro de 2008.

## Créditos
- Escrito por Zooey Deschanel
- Zooey Deschanel – vocal, piano
- M. Ward – guitarras
- Mike Coykendall – percussão, baixo
- Projetado por Mike Coykendall
- Mixado por Mike Mogis